# Basilika St. Philipp Neri und St. Johannes der Täufer

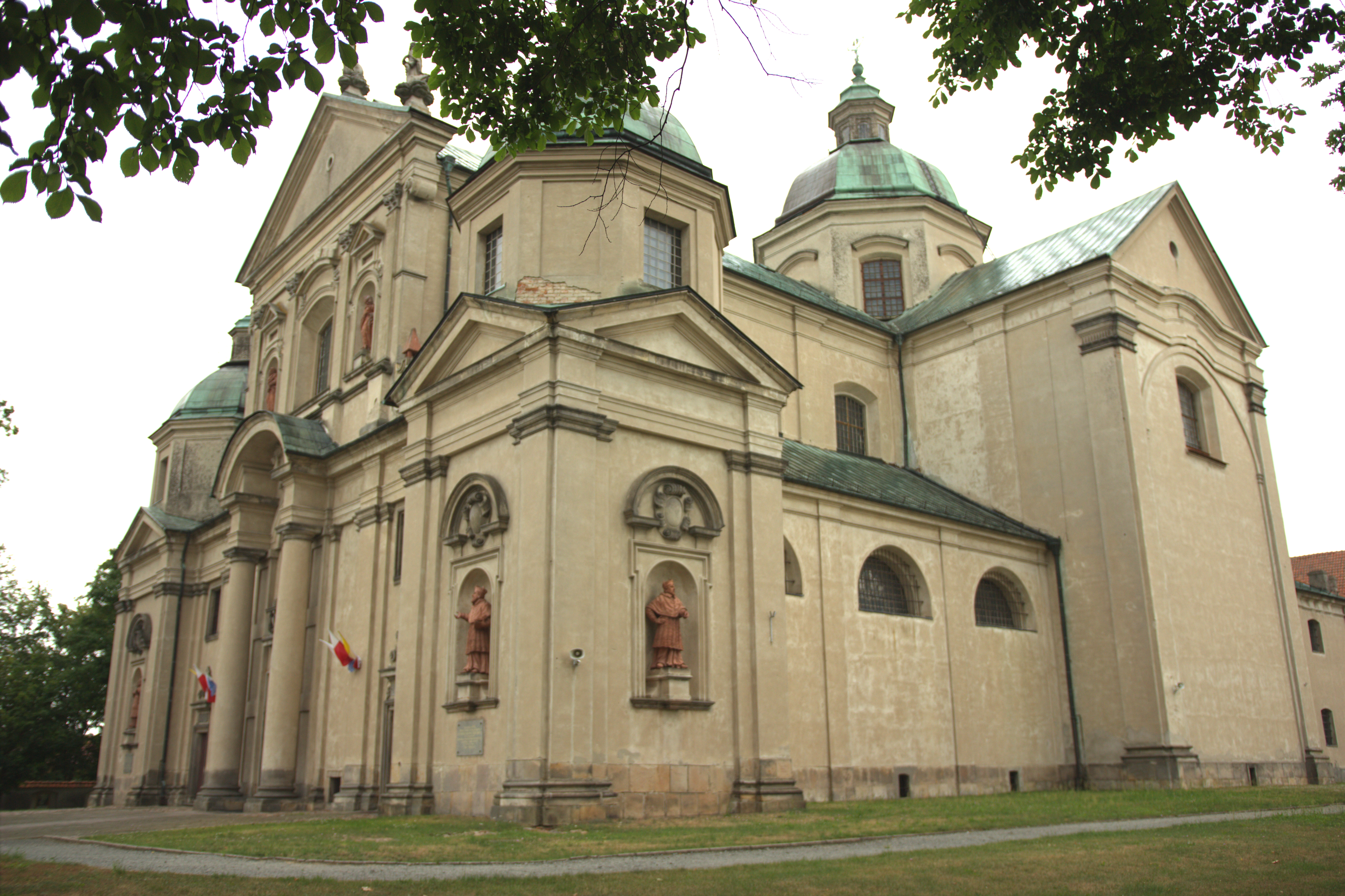
Basilika Philipp Neri

Die Basilika St. Philipp Neri und St. Johannes der Täufer (polnisch Bazylika św. Filipa Nerri i św. Jana Chrzciciela), auch als Heiligtum der Heiligen Familie bezeichnet, ist eine römisch-katholische Kirche in Poświętne in der Woiwodschaft Łódź, Polen. Die Kloster- und Wallfahrtskirche des Bistums Radom hat den Titel einer Basilica minor und ist denkmalgeschützt.

## Geschichte
Nach der 1671 begonnenen Verehrung des Bildes der heiligen Familie wurde 1673 eine erste Holzkirche bereits in Betreuung der Oratorianer errichtet, an deren Stelle später die heutige Annakapelle errichtet wurde. Die Barockkirche wurde zwischen 1688 und 1748 als Wallfahrtskirche auf einem kreuzförmigen Grundriss errichtet. Ihr Architekt ist unbekannt, aber es wird vermutet, dass es sich um den Italiener Francesco Solari handelt. Hinter der Kirche wurde zeitgleich das Kloster der Oratorianer errichtet. Die Kirchenausstattung wurde in den folgenden Jahrzehnten ergänzt, 1776 wurde das Gnadenbild hierher übertragen. Im Jahr 1974 wurde die Kirche von Papst Paul VI. in den Rang einer Basilica minor erhoben.

## Architektur
Die dreischiffige Basilika hat einen kreuzförmigen Grundriss, bestehend aus einem Hauptschiff und zwei niedrigen Seitenschiffen, die von einem Querschiff gekreuzt werden. Über der Vierung ragt eine Kuppel auf einem achteckigen Tambour empor, deren Spannweite der gesamten Breite des Kirchenschiffs entspricht. Der Tambour ist durch Pilasterpaare gegliedert, zwischen denen sich Fenster und Lanzetten abwechseln. Die Eckkapellen, die sich im Westen befinden, sind von Kuppeln mit Laternen auf achteckigen Tambouren mit Pendentifs bedeckt. Der Innenraum der Basilika bietet Platz für etwa 3.000 Personen.

## Ausstattung

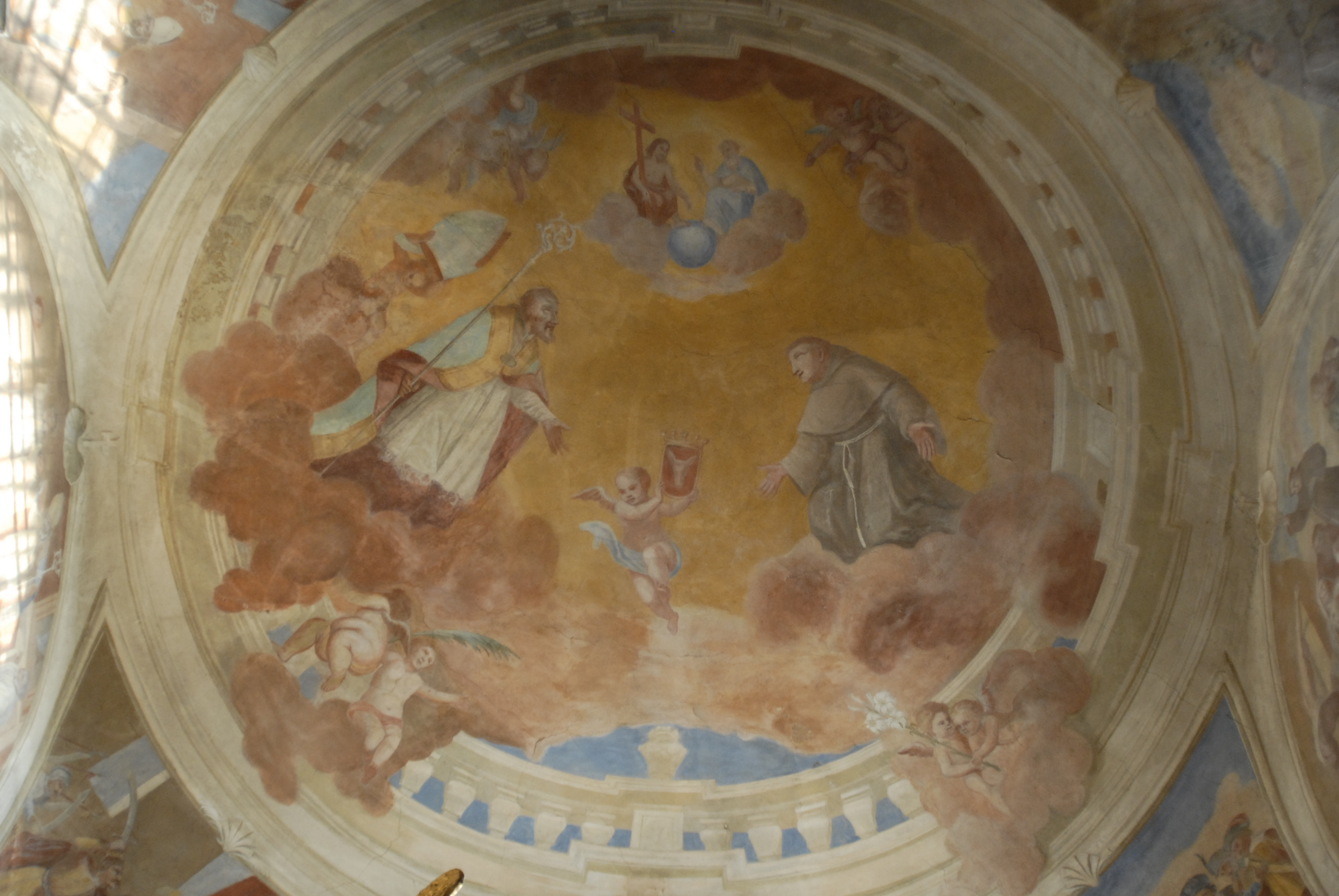
Deckengemälde der Vierungskuppel

Die Kirchenausstattung der Oratorianerkirche stammt aus dem Spätbarock. Das Hauptschiff und der Chor der Basilika sind mit Tonnengewölben mit Lünettenfenstern bedeckt, die durch Bögen in Joche gegliedert sind. Die Seitenkapellen  haben Hängekuppeln. Im Inneren ist das Kirchenschiff zu den Seitenschiffen mit Säulenarkaden offen. Die Wände sind durch Pilaster gegliedert, die ein reiches Gebälk tragen. In der Kuppel befindet sich eine Darstellung der Herrlichkeit der Heiligen und auf den Pendentifs eine Darstellung der Kirchenlehrer, die wahrscheinlich aus dem späten 18. Jahrhundert stammt. Die Polychromie wurde 1726 von Pater Adam Swach geschaffen und Ende des 18. Jahrhunderts vollendet.
Der Hauptaltar zeigt Skulpturen der Evangelisten und das Gemälde der Heiligen Familie. Dieses als wundertätig angesehene Bild wird wegen der damit verbundenen Marienerscheinung auch Heilige Familie oder Madonna von Studzia genannt. In der Antoniuskapelle im südlichen Seitenschiff ist das Gewölbe mit Szenen aus dem Leben der hln. Stanislaus und Antonius ausgestaltet. Diese Gemälde aus dem Jahr 1727 sind mit dem Chronogramm frater aDaMVs sVVaCh hoC pInXIt („Bruder Adam Swach malte dies“) signiert (das Datum der Entstehung des Polychroms ist hier verschlüsselt).
In Verlängerung der Basilika befindet sich ein Kloster, das zur gleichen Zeit wie die Kirche in Form eines umgekehrten L erbaut wurde. Dazu gehören ein Exerzitienhaus und ein Pilgerhaus mit etwa 50 Plätzen.